# Liste des anciens noms de voies de Lille
Cet article dresse une liste alphabétique des anciennes voies de la ville de Lille, qu'il s'agisse de voies ayant disparu ou de voies ayant changé de nom. Les très nombreuses cours disparues ou ayant changé de nom ne sont pas répertoriées.

## Disparitions de voies
La disparition de rues de Lille a été principalement causée par ; 
- Les travaux d’urbanisme qui ont suivi l’agrandissement de la ville de 1858, 
  - le long du rempart  : disparition de la rue du Moulin Delvallée et de la rue des Sept Honnaines remplacées par la rue Jeanne-Maillotte et de la rue du Rossignol à l'emplacement de l'actuelle place Richebé.
  - le percement de la rue Nationale en 1862 qui supprime des voies entre la Grande Place et la rue de l'hôpital militaire : rue de la Nef, ancienne rue de Tenremonde et Marché au Verjus.
  - percement de la rue Faidherbe en 1869-1870 : suppression de la petite et de la grande place de Comines, du marché aux poissons, de la rue de l’Éperon doré et de la rue des Douze apôtres.
  - Construction de la nouvelle gare et la création de la place de la gare qui supprime la rue Sainte Marie-Madeleine.

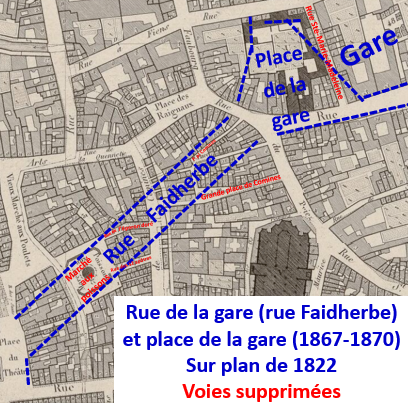
Percement de la rue Faidherbe et place de la gare
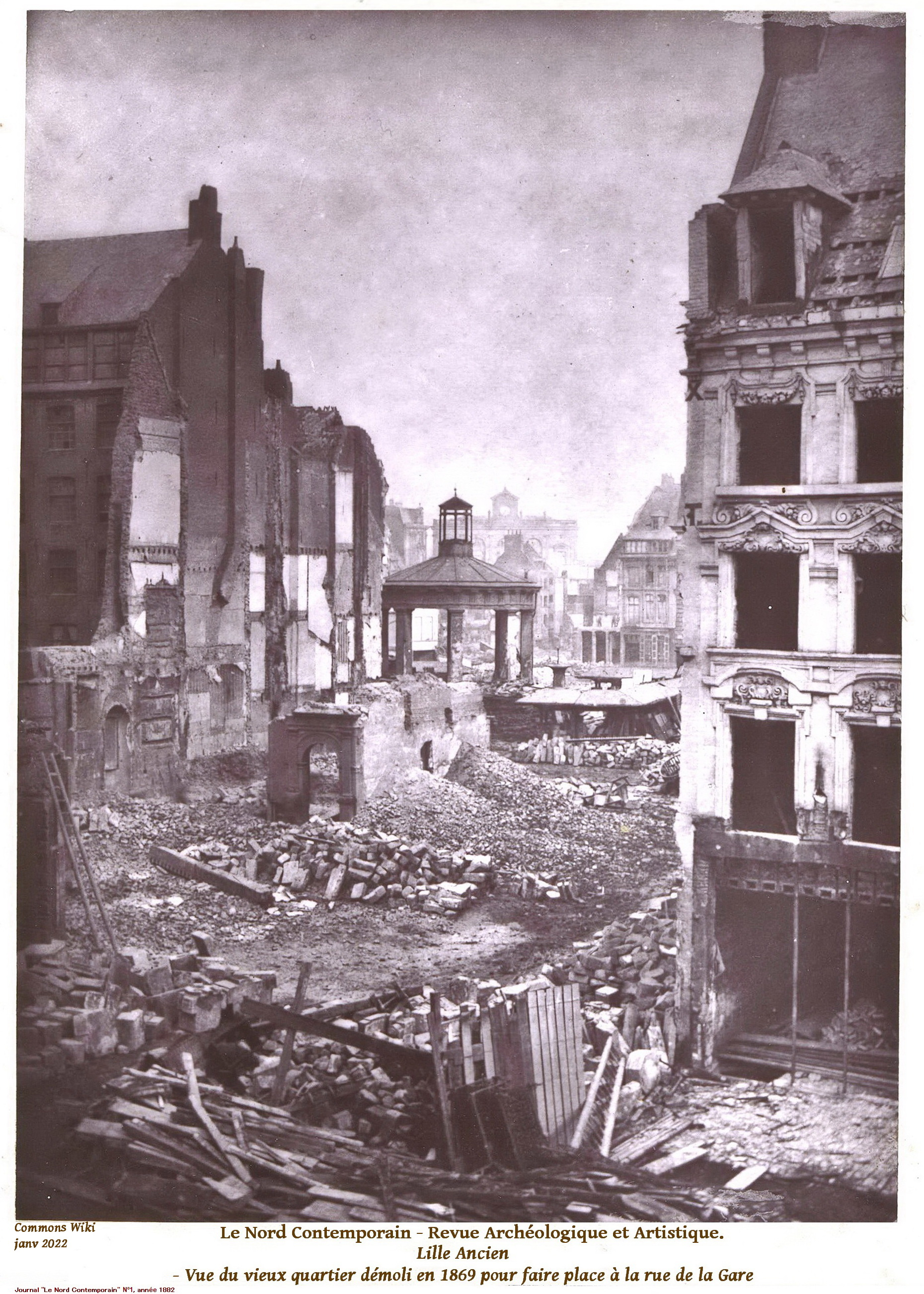
Vue du quartier démoli en 1869 pour faire place à la "rue de la Gare" (actuelle rue Faidherbe).

- Le percement du boulevard Carnot de 1906 à 1914  qui supprime les  rues des Oyers, des Suaires, des Sept-Sauts, des Fleurs, la rue du Maire et la place des Guingnants.

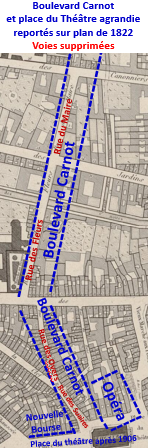
Percement du boulevard Carnot à Lille.

- Les destructions du siège de 1914  : rue du Vieux Marché aux Moutons et rue du Dragon remplacées en 1924 par la partie de la rue du Molinel entre la rue de Tournai et la rue Pierre-Mauroy.

- La suppression dans les années 1920 de la Salpêtrière dans le quartier Saint-Sauveur, à l'emplacement d'un ancien couvent de Capucins  qui fait disparaître la rue Saint-Nicaise, la rue des Capucins et la rue de la Trinité remplacées par un tronçon de la rue Gustave Delory et par la rue Édouard Delesalle.
- La rénovation de Saint-Sauveur des années 1960 qui supprime la majorité des rues du quartier  : rue du Bois-Saint-Sauveur,  rue du  Bombardement, rue Boufflers, rue des Étaques, rue Godefroy, rue Lottin, rue Mahieu, rue de Poids, rue des Robleds, rue des Sahuteaux, rue et place Wicar.

L'avenue du Président-Kennedy supprime les rues Saint-Michel, du Bois Saint-Sauveur, des Robleds, de Poids et la plus grande partie de la rue de la Vignette. La Résidence du Beffroi et le square Augustin Laurent sont établis à l'emplacement des rues Lottin, des Étaques, Wicar et Godefroy, de la place Wicar et d'une série de petites cours et impasses.
La construction d'immeubles de bureaux (« forum », hôtel du département) entre la rue de Tournai et la rue Gustave-Delory entraine la suppression des  rues Mahieu et de Boufflers. 

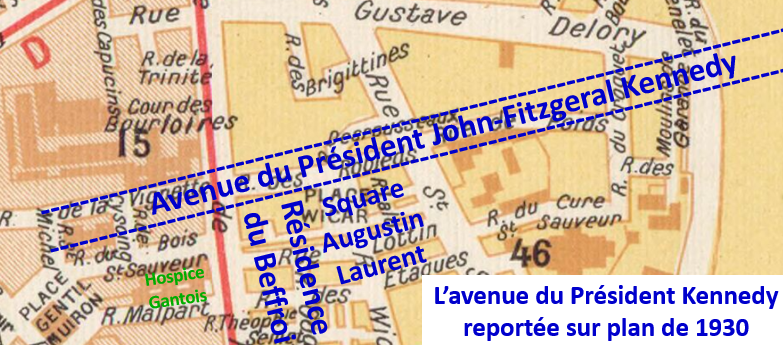
Avenue Kennedy sur plan de 1930
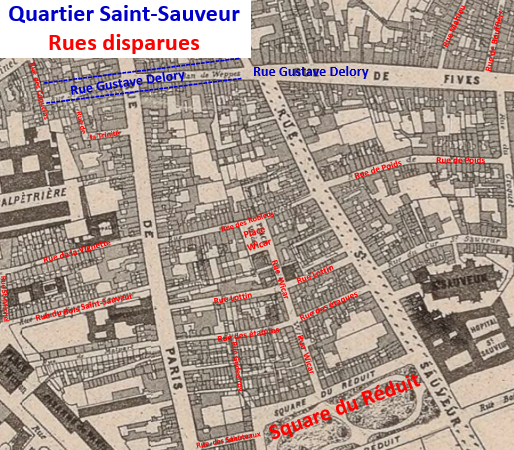
Voies disparues de Saint-Sauveur

- La création du boulevard périphérique ouvert en 1998 qui entraine la suppression de rues qui étaient très peu habitées car situées à proximité de voies ferrées, rue des Élites, rue Bernard Palissy, rue Champon, rue du Grand balcon, rue du Faubourg de Valenciennes, rue de l’Est et la plus grande partie de la rue de Bavay.

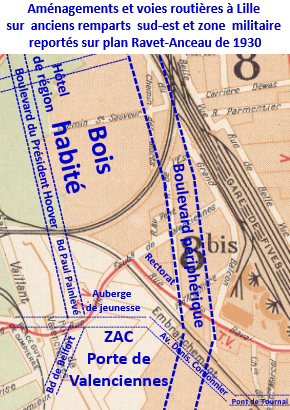
Aménagements et voies routières sur anciens remparts sud-est et zone militaire de Lille
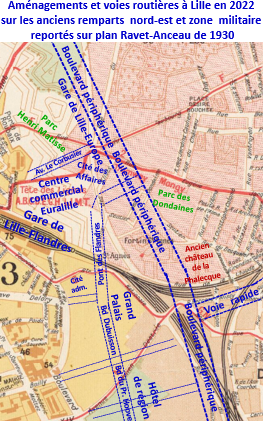
Aménagements et voies routières sur anciens remparts et zone militaire nord-est de Lille

## Changements de noms
Les changements de noms dispersés dans la plupart des quartiers sont plus concentrés dans la partie nord du Vieux-Lille datant de l'agrandissement de 1670.

## Liste alphabétique
- Haut – A
- B
- C
- D
- E
- F
- G
- H
- I
- J
- K
- L
- M
- N
- O
- P
- Q
- R
- S
- T
- U
- V
- W
- X
- Y
- Z

### A
- Rue de l’ABC, dénomination liée à la présence d'une école, actuelle rue de la Riviérette.
- Rue de l’Abbaye de Loos, actuelle rue Jean-Jacques Rousseau.
- Rue de l’Abbiette, nom de la rue de Tournai avant 1793 (du nom d'un ancien couvent de religieuses).
- Rue d'Aboukir, actuelle rue Apollinaire à Wazemmes.
- Place de l’Abreuvoir des Jésuites, ainsi nommée en raison d'un abreuvoir recouvert en 1880 qui était alimenté par le canal des Jésuites.   Actuel square Morisson.
- Grande Allée, actuelle rue rue Meurein à Wazemmes.
- Petite Allée, actuelle rue Catel Béghin à Wazemmes.
- Chemin des Alouettes, chemin disparu dans le quartier du Petit Maroc qui longeait la voie ferrée, reliant la rue de Bavay à Ronchin.
- Rue d’Angoulême, actuelle rue Voltaire dans le Vieux-Lille.
- Rue d’Anjou, actuelle rue du Lieutenant-Colpin.
- Rue d’Antoing, du nom de l’ancien fief d’Antoing, actuelle rue Louis-Niquet entre les rues Sainte-Anne et Saint-Genois
- Rue d’Argillière, rue disparue entre la rue du Grand balcon et la rue du faubourg de Valenciennes, à l’emplacement du boulevard périphérique au niveau de la porte de Valenciennes .
- Place d'Arras, (porte d'Arras de l'enceinte des années 1860), actuelle place Jacques Febvrier.
- Place de l’Arsenal, actuellement place Maurice Schumann, dénommée en raison de la proximité d'un ancien arsenal supprimé en 1877.

- Haut – A
- B
- C
- D
- E
- F
- G
- H
- I
- J
- K
- L
- M
- N
- O
- P
- Q
- R
- S
- T
- U
- V
- W
- X
- Y
- Z
- 0-9

### B
- Rue du Ban de Wedde, actuelle Rue Gustave-Delory entre la rue Pierre-Mauroy et la rue Saint-Sauveur.
- Rue du Bastion, actuelle rue du Pont-Neuf de l’avenue du Peuple-Belge à la rue de Thionville.
- Quai de la Basse Deûle, actuelle avenue du Peuple-Belge.
- Rue Beauharnais, nom de l'actuelle rue Jacquemars-Giélée sous le Second-Empire.
- Rue Bernard Palissy, disparue, à l’emplacement du boulevard périphérique entre les voies ferrées à l’ouest de la rue Bernos à Fives, devant l’ancien château de la Phalecque. Terrain utilisé par un tir à la perche à la fin du XIXe siècle et au début du XXe siècle.
- Rue de Berri, actuelle rue de Thionville dans le Vieux-Lille (rue des Carmes sous l'Ancien Régime).
- Rue Berthollet à Fives, actuelles rues Courcot et Chanzy.
- Rue de Béthune à Wazemmes ancien nom de la rue Léon-Gambetta. Autres anciens noms rue de Lille, rue Notre-Dame, rue du Faubourg de Béthune.
- Contour du Blanc-Ballot, actuelle rue Fontaine-del-Saulx.
- Rue du Blanc-Ballot, actuelle rue Boucher-de-Perthes.
- Rue Boilly à Saint-Sauveur, actuelle rue des Déportés.
- Rue du Bois Saint-Étienne, emplacement de l’actuelle rue Trulin.
- Rue du Bois-Saint-Sauveur, disparue à Saint-Sauveur, actuellement entre un immeuble de l’avenue du Président-Kennedy et le mur de l’hospice Gantois. La rue reliait la rue de Paris à la place Gentil-Muiron (à la rue du Rouge Debout avant la création de cette place lors de l'agrandissement de Lille et la démolition du rempart dans les années 1860).
- Rue Boitelle, ancien nom de la rue Camille Guérin.
- Rue du Bombardement, disparue lors de la rénovation du quartier Saint-Sauveur dans les années 1960, entre la rue de Tournai et les voies de la gare près de la porte de Tournai. Son nom était lié au bombardement de la ville lors du siège de 1792.
- Rue des Bonnes Filles, actuellement tronçon de la rue Royale à la rue d'Angleterre.
- Rue de Bordeaux à Lille-Moulins, actuelle rue Albert Samain.
- Rue de Boufflers, disparue lors de la rénovation du quartier Saint-Sauveur, entre la rue de Tournai et la rue Gustave-Delory.
- Rue du Bourdeau, actuelle avenue Charles Saint-Venant.

- Haut – A
- B
- C
- D
- E
- F
- G
- H
- I
- J
- K
- L
- M
- N
- O
- P
- Q
- R
- S
- T
- U
- V
- W
- X
- Y
- Z
- 0-9

### C
- Rue des Canonniers, actuelle rue de Fontenoy à Lille-Moulins.

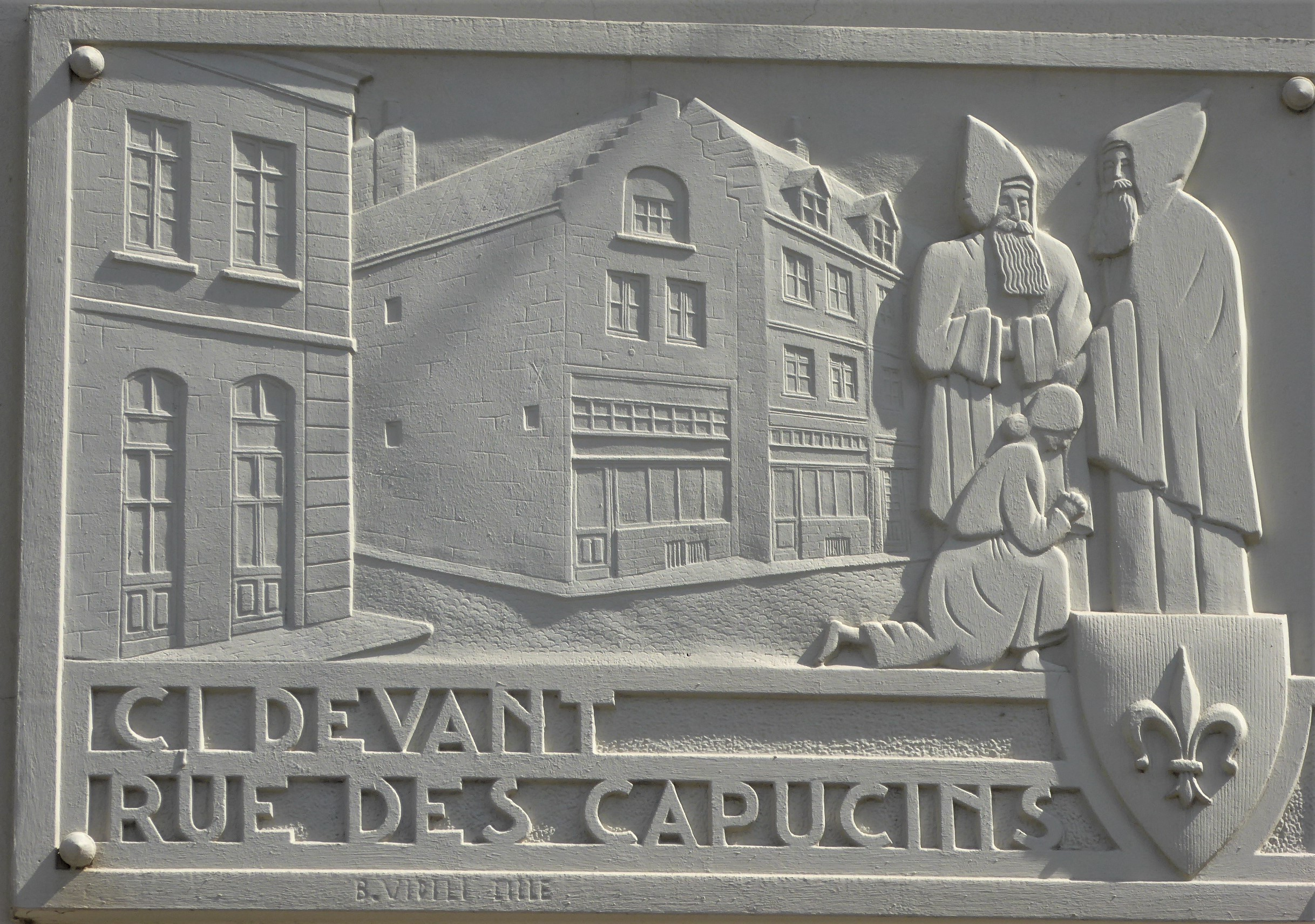
Bas relief rue Edouard Delesalle indiquant l'emplacement de l'ancienne rue des Capucins

- Chemin de Canteleu, actuelle avenue de Dunkerque entre la porte de Dunkerque de Canteleu (place Leroux de Fauquemont) et  l'actuelle avenue Marx Dormoy). Dénommé ensuite rue Lequeux.
- Place de Canteleu, actuelle place Leroux de Fauquemont.
- Rue des Capucins, à Saint-Sauveur, disparue en 1926 lors de la démolition de la Salpêtrière, qui avait remplacé le couvent des Capucins à la Révolution. La rue était dans le prolongement de la rue des Tanneurs à partir de la rue du Molinel (le tronçon à partir de cette rue a été repris par la Rue Édouard-Delesalle).
- Rue des Carmes où était établi un couvent de Carmélites, actuelle rue de Thionville dans le Vieux-Lille.
- Rue de Carvin, actuelle rue Louis Bergot à Moulins.
- Rue des Casernes, rue disparue dans les années 1970 qui donnait accès à la caserne Souham. Son emplacement était celui de l'actuelle rue des Canonniers à son débouché sur la place des Buisses.
- Avenue Champon, voie disparue, à l’emplacement du boulevard périphérique entre les voies ferrées à l’ouest de la rue Bernos à Fives, à l’origine allée d’accès du château de la Phalecque. Ce terrain était celui d’un tir à la perche à la fin du XIXe siècle et au début du XXe siècle.
- Chemin des Champs, disparu à Esquermes à la fin des années 1860, absorbée par le boulevard Montebello.
- Rue des Chanoines, actuelle rue du Pont-Neuf de la rue de la Collégiale à l’avenue du Peuple belge.
- Rue Charles Decottignies, anciennement cour des Sots disparue lors de la rénovation du quartier Saint-Sauveur dans les années 1960.
- Place du Château, partie de l’actuelle Place Louise-de-Bettignies devant l’avenue du Peuple belge, les rues de la Rapine et d'Ostende.
- Grande place de Comines, disparue  lors du percement de la rue Faidherbe, en 1870 à un emplacement entre les rues Faidherbe, des Ponts-de-Comines et rue du Priez.
- Petite place de Comines, disparue à un emplacement entre les rues Faidherbe, des Ponts-de-Comines et rue du Priez. Les deux places étaient proches, la grande donnant sur la rue des Ponts-de-Comines et la rue du Priez, la petite uniquement sur celle-ci.
- Rue du Commandant Rivière à Fives, rue disparue absorbée par l'agrandissement de l'ancienne usine Peugeot. Reliait la rue de Rivoli à la rue des Montagnards, actuelle rue Braille à Mons-en-Barœul.
- Rue de la Conception, ancien nom de la rue Royale.
- Rue du Concert, actuelle rue du Palais de Justice pour la partie reliant la rue Alphonse-Colas à la rue Comtesse. Voie tra Ainsi, nommée car elle aboutit au Conservatoire et salle de concert.
- Rue du Contour du Palais, actuelle rue Rihour, rue étroite qui longeait la partie nord de l'ancienne Mairie de Lille incendiée en 1916 dont le Palais Rihour est la seule partie épargnée.
- Rue des Coquelets, voie créée lors de l’agrandissement de Lille de 1603, du nom de la « cense [ferme] des Coquelets » qui était située sur le territoire de Wazemmes avant cet agrandissement. La rue disparait dans l'élargissement de la rue du Molinel après les destructions du siège de 1914.
- Rue de la Cordwannerie, actuelle rue Pierre-Mauroy.
- Rue du Curé, actuelle rue Rabelais à Fives.
- Rue du Curé Saint-Sauveur, entre la rue Saint-Sauveur et la rue du Croquet englobée dans la rue Charles Debierre.
- Rue Cuvelier, à Esquermes, actuelle rue Duhem au sud du boulevard Montebello, rue d’Haubourdin de ce boulevard à la rue des Sarrazins.
- Rue du Cimetière à Esquermes, actuelle rue Saint-Bernard.
- Sentier Cuvelier à Esquermes, disparu englobé par le boulevard Montebello percé à la fin des années 1860.

- Haut – A
- B
- C
- D
- E
- F
- G
- H
- I
- J
- K
- L
- M
- N
- O
- P
- Q
- R
- S
- T
- U
- V
- W
- X
- Y
- Z
- 0-9

### D
- Rue à Diables, actuelle rue de Jemmappes entre l'avenue du Peuple belge et la rue de Metz.
- Rue Dauphine, actuelle rue de Jemmapes dans le Vieux-Lille.
- Rue Denfert-Rochereau, actuelle rue Saint-Jean-Baptiste de la Salle dans le quartier Vauban-Esquermes.
- Rue Desrousseaux, rue disparue dans lors de la rénovation du quartier Saint-Sauveur dans les années 1960, reliait la rue Saint-Sauveur à la place Wicar. La rue actuelle qui célèbre le chansonnier est à un emplacement différent sur une partie du square Augustin-Laurent près de la Mairie.
- Rue de la Deûle, actuelle rue Alphonse-Colas dans le Vieux-Lille.
- Carrière Dewas, rue disparue à Fives, qui était parallèle à la rue Parmentier au nord de celle-ci.
- Rue des Dominicains, nom de la rue du Cirque sous l'Ancien Régime en raison de la proximité d'un couvent de Dominicains. Une partie de la rue Basse fut également ainsi nommée.
- Rue Doremieux, disparue dans les   1930 créée à la fin des années 1860 porte de Valenciennes donnait boulevard de Belfort à l'emplacement des anciens établissements d’Halluin.
- Place de Douai à Moulins, (porte de Douai de l'enceinte des années 1860), actuelle place Fernig.
- Rue des Douze apôtres, disparue en 1870 à un emplacement entre les rues Faidherbe, des Ponts-de-Comines et Pierre-Mauroy. Reliait la Grande place de Comines (également disparue) à la rue des Ponts-de-Comines. En 1872, la rue des Morts est renommée rue des Douze apôtres puis rue Schepers, son nom actuel.
- Rue du Dragon, disparue dans les destructions du siège de 1914, à l’emplacement de la rue du Molinel entre la rue des Augustins et la rue Pierre-Mauroy.
- Rue du Duc de Bordeaux, nom de l'actuelle rue Alphonse-Colas de 1820 à 1831.
- Avenue de Dunkerque, actuelle avenue Léon Jouhaux de la rue Solférino au port de Lille, avenue Marx-Dormoy  (sur un parcours différent à la suite de l'aménagement du Port de Lille). 0n retrouve la partie maintenue de l'avenue de Dunkerque dans le quartier des Bois-Blancs.

- Haut – A
- B
- C
- D
- E
- F
- G
- H
- I
- J
- K
- L
- M
- N
- O
- P
- Q
- R
- S
- T
- U
- V
- W
- X
- Y
- Z
- 0-9

### E
- Boulevard des Écoles, actuel boulevard Jean-Baptiste-Lebas.
- Rue des Écoles, un des noms sous l'Ancien Régime, en raison de la présence du collège Saint-Pierre, de l'actuelle rue Pharaon-de-Winter dans le Vieux-Lille.
- Rue de l'Église à Wazemmes, actuelle rue du Marché.
- Rue des Élites (deux rues, l’une donnant rue du Vieux Faubourg, l’autre située à l’extérieur du rempart, au sud-est de la porte de Roubaix).  Ces rues tenaient leur nom, des « lites », planches qui servaient à étendre les pièces fabriquées par les tisserands.
  - La première a disparu dans les années 1970 dans les travaux d’urbanisme du secteur de la place des Buisses. Elle reliait la rue du Vieux Faubourg à la rue des Casernes. Elle  était à l’emplacement de l'immeuble du CIC longeant la rue des Canonniers et la rue du Vieux Faubourg.
  - La seconde était un chemin qui reliait la rue Eugène Jacquet à la rue de la Chaude Rivière en passant au sud-est du fort Sainte-Agnès disparu dans les années 1960. Son emplacement est celui du boulevard périphérique et de l’actuel parc des Dondaines.
- Rue de l’Éperon doré, disparue en 1870 à un emplacement entre les rues Faidherbe, des Ponts-de-Comines et Pierre-Mauroy. Reliait la place du Marché aux poissons (également disparue) à la rue des Ponts-de-Comines.
- Rue de l’Est,  rue éphémère, disparue qui donnait rue du Grand Balcon, actuellement à l'emplacement du boulevard périphérique.
- Rue des Étaques, disparue lors de la rénovation du quartier Saint-Sauveur dans les années 1960, entre la rue de Paris et la rue Saint-Sauveur dans l’axe de la rue Malpart (actuellement emplacement de la Résidence du beffroi).
- Rue Étienne-Marcel, voie éphémère près de l’actuel quartier du Petit-Maroc. Se prolongeait par le chemin des Alouettes.
- Rue de l'Évêque à Wazemmes, actuelle rue Charles-Quint.

- Haut – A
- B
- C
- D
- E
- F
- G
- H
- I
- J
- K
- L
- M
- N
- O
- P
- Q
- R
- S
- T
- U
- V
- W
- X
- Y
- Z
- 0-9

### F
- Rue du Faubourg de Béthune à Wazemmes, un des anciens noms de la rue Léon-Gambetta.
- Rue du Faubourg de Tournai, actuelle rue Pierre-Legrand, axe principal de Fives.
- Rue du Faubourg de Valenciennes, rue disparue, dans le prolongement de la rue de Cambrai porte de Valenciennes, se terminait rue du Grand Balcon
- Rue de Fives, actuelle rue Gustave-Delory entre la rue Pierre-Mauroy et la porte de Tournai.
- Rue des Fleurs, ancienne rue des Sœurs Noires renommée sous la Révolution. La rue des fleurs est disparue lors du percement du boulevard Carnot en 1906. Elle reliait la rue des Arts à la  rue des Jardins.
- Rue des Foulons, nom du XIIe siècle au début du XVIIe sièclede l'actuelle rue des Arts renommée rue des Récollets jusqu'à la Révolution.
- Rue Française, actuelle rue Négrier.
- Rue du Frénelet, disparue lors de la rénovation du quartier Saint-Sauveur dans les années 1960. La rue était à l'entrée de la porte de Tournai entre l'actuelle rue Paul Duez et la rue de Tournai.
- Rue du Fresne, rue disparue située entre la rue de la Vieille Comédie et la place Rihour. La rue longeait l'ancienne Mairie de Lille détruite par un incendie en 1916.
- Rue au Fromage, ancien nom de la rue de la Bourse où se tenait un marché au fromage cependant disparu en 1848 d'après Victor Derode.
- Rue des Fossés Neufs, créée lors de l’agrandissement de Lille en 1670, actuelle rue Léonard-Danel dans le Vieux Lille.

- Haut – A
- B
- C
- D
- E
- F
- G
- H
- I
- J
- K
- L
- M
- N
- O
- P
- Q
- R
- S
- T
- U
- V
- W
- X
- Y
- Z
- 0-9

### G
- Rue de la Gare, actuelle rue Faidherbe.
- Place Gentil-Muiron ouverte en 1868 sur une partie des jardins de l'hospice Gantois et sur le rempart démoli dans les années 1860 lors de l'agrandissement de Lille en 1858. Une halle y est construite. La place est supprimée vers 1960. Une maternité est construite à son emplacement et sur la partie subsistante des jardins de l'hospice. Le bâtiment de la maternité est utilisé par l'auberge de jeunesse de 1996 à 2016 puis démoli pour construire des immeubles de logements. Entre-temps des fouilles archéologiques ont été effectuées sur ce terrain.
- Rue du Glend ou rue du Gland, nom de l’actuelle rue Pharaon-de-Winter dans le Vieux-Lille sous l’Ancien Régime. S'est également dénommée « rue des écoles » en raison de la présence du collège Saint-Pierre. Renommée « rue de la Préfecture » au cours du XIXe siècle à cause de la proximité de l'hôtel de la Préfecture.
- Rue Godefroy, disparue lors de la rénovation du quartier Saint-Sauveur dans les années 1960, reliait la rue des Étaques au square du Réduit.
- Rue du Grand Balcon, rue disparue vers 1990 lors de la création du boulevard périphérique. Créée par la Compagnie des chemins de fer du Nord en 1845 en même temps que la rue du Long-Pot pour desservir la gare de Fives avant l'ouverture de la gare intra-muros. La rue reliait la rue de Bavay à la rue Julien Destrée entre la voie ferrée et la foire commerciale.
- Rue des Grimarets, du nom d'un ancien fief de Wazemmes, actuelle rue Van Hende à Esquermes, le tronçon au nord du boulevard Montebello a gardé ce nom.
- Place des Guingands, disparue lors du percement du boulevard Carnot en 1906. Cette place était à la jonction des rues de la Clef, des Oyers et des Suaires, ces deux dernières également supprimées.
- Rue des Guinguettes, actuelle rue Eugène Jacquet qui marque la limite entre le quartier de Fives et celui de  Saint-Maurice-Pellevoisin.

- Haut – A
- B
- C
- D
- E
- F
- G
- H
- I
- J
- K
- L
- M
- N
- O
- P
- Q
- R
- S
- T
- U
- V
- W
- X
- Y
- Z
- 0-9

### H
- Rue de la Halle, actuelle rue de l’Entrepôt dans le Vieux-Lille.
- Rue de la Hamerie nom au Moyen-Âge de l'actuelle rue de Tournai (ensuite rue de l'Abbiette jusqu'en 1793).
- Quai de la Haute Deûle, actuel quai du Wault, également nommé quai Saint-Martin, par ailleurs dénomination de l'actuelle avenue Léon Jouhaux du quai du Wault à la rue Solférino.
- Avenue de l'hippodrome qui desservait l'hippodrome de Lille fermé en 1940, dénomination de l'actuelle avenue Léo Lagrange entre l'avenue Marx Dormoy et le canal de la Deûle dans le quartier des Bois-Blancs.
- Rue d'Houdain, ancien nom de la rue Doudin dans le Vieux-Lille (du fief d'Houdain).
- Chemin d’Huile, actuelle rue Mattéoti à Fives. Nom lié à la présence de moulins à huile.

- Haut – A
- B
- C
- D
- E
- F
- G
- H
- I
- J
- K
- L
- M
- N
- O
- P
- Q
- R
- S
- T
- U
- V
- W
- X
- Y
- Z
- 0-9

### I
- Boulevard de l'impératrice, nom du boulevard de la Liberté sous le Second Empire.
- Rue Impériale, nom de la rue Nationale sous le Second Empire.
- Place d'Isly, (porte de Béthune de l'enceinte des années 1860) actuelle place Antoine Tacq,
- Boulevard d'Italie, ensuite « boulevard des Écoles », actuel boulevard Jean-Baptiste-Lebas.

### J
- Rue James Watt disparue dans les années 1930. Cette rue créée à la fin des années 1860 porte de Valenciennes débouchait boulevard de Belfort emplacement des anciens établissements d’Halluin.
- Rue Jeanne-Hachette, voie disparue qui reliait la rue du Faubourg de Béthune à la rue du faubourg des Postes à l'emplacement de l'autoroute A 25.
- Rue des Jésuites, actuelle rue de l'Hôpital-Militaire, car un collège de Jésuites y était établi.
- Rue Joséphine, nom des actuelles rue Gauthier-de-Châtillon et Auguste-Angellier sous le Second Empire.
- Avenue Julien Destrée, dans le prolongement du boulevard Louis XIV créée en 1874 lors de l'ouverture de la porte Louis XIV. Voie disparue lors des aménagements de l'ancienne zone de fortifications à la fin des années 1930, puis dans les années 1990.
- Rue de Juillet ou Rue de Julitrs, actuelle rue Jules Guesde à  Wazemmes.
- Rue de la Justice, la partie sud de cette rue est l'actuelle rue de Bapaume. La rue était ainsi dénommée en raison des fourches patibulaires (gibet) de Lille qui s'y trouvaient depuis le Moyen-Âge[1].
- Chemin de la Justice, actuelle rue du Capitaine Ferber sur le tracé d'un très ancien chemin de Wazemmes puis rue de la Justice, actuellement rue Anatole-France à Ronchin. Les rues du Jardin des Plantes et de l'Orangerie sur ce parcours étaient également sur ce chemin, également sur le parcours d'une ancienne voie romaine de Cassel à Tournai.

- Haut – A
- B
- C
- D
- E
- F
- G
- H
- I
- J
- K
- L
- M
- N
- O
- P
- Q
- R
- S
- T
- U
- V
- W
- X
- Y
- Z
- 0-9

### K
- Rue Kléber, actuelle rue du Professeur Calmette.

- Haut – A
- B
- C
- D
- E
- F
- G
- H
- I
- J
- K
- L
- M
- N
- O
- P
- Q
- R
- S
- T
- U
- V
- W
- X
- Y
- Z
- 0-9

### L
- Rue Lalo, courte voie  disparue lors de la rénovation du quartier Saint-Sauveur dans les années 1960 qui reliait la rue Saint-Sauveur à la rue Jeannette à Vaches.
- Rue Lamarck, rue disparue lors de la construction du boulevard périphérique, proche l'ancien château de la Phalecque à Fives.
- Rue Lequeux, emplacement de l'actuelle avenue de Dunkerque entre la porte de Canteleu (place Leroux de Fauquemont) et le l'avenue Marx Dormoy où retrouve l'on retrouve l'actuelle avenue de Dunkerque dans le quartier des Bois-Blancs.
- Rue de Lille à Moulins-Lille, nom de la rue de Maubeuge dans l'ancienne commune avant son rattachement à Lille.
- Rue de Lille à Wazemmes, un des anciens noms de la rue Léon-Gambetta. Autres anciens noms, rue de Béthune, rue du Faubourg de Béthune, rue Notre-Dame.
- Rue de Lille à Esquermes, ancien nom de la rue d'Esquermes avant le rattachement de cette ancienne commune à Lille en 1858.
- Rue Lottin, disparue lors de la rénovation du quartier Saint-Sauveur dans les années 1960, reliait la rue de Paris à la rue Saint-Sauveur.
- Chemin de la Louvière entre la rue Eugène Jacquet (rue des Guinguettes) et la rue du Faubourg de Roubaix dans l'ancienne commune de Fives, actuelle rue Saint-Gabriel dans le quartier Saint-Maurice-Pellevoisin.
- Rue Luther à Moulins, rue disparue entre la rue d'Arras et le boulevard d'Alsace à l'emplacement du collège Miriam Makeba.

- Haut – A
- B
- C
- D
- E
- F
- G
- H
- I
- J
- K
- L
- M
- N
- O
- P
- Q
- R
- S
- T
- U
- V
- W
- X
- Y
- Z
- 0-9

### M
- Rue Mahieu, disparue lors de la rénovation du quartier Saint-Sauveur dans les années 1960, reliait la rue Gustave-Delory à la rue de Tournai.
- Rue Marais, actuelle rue Jean-Moulin dans le Vieux-Lille.
- Rue au Maire, rue tracée en 1789 sur le terrain de l'ancien couvent des Annonciades. La rue a disparu lors du percement du boulevard Carnot en 1906. Elle reliait la rue des Jardins à la rue des Canonniers dans le prolongement de la rue des fleurs également disparue.
- Place de la Mairie, actuelle place Rihour.
- Rue de la Mairie à Esquermes, actuelle rue Delezenne.
- Rue de la Mairie à Wazemmes, actuelle rue Lavoisier.
- Place de la Mairie, actuelle place Philippe de Girard, ancienne place de la mairie de Wazemmes.
- Rue des Malades, actuelle rue Pierre-Mauroy.
- Rue du Marché aux bêtes, actuelle rue des Archives dans le Vieux-Lille.
- Rue du Marché aux chevaux, actuelle rue de la Halle dans le Vieux-Lille.
- Marché aux fromages, actuelle rue de la Bourse.
- Marché aux poissons, place disparue en 1870 lors de l’ouverture de la rue Faidherbe, située entre la rue des Ponts-de-Comines et la place du théâtre.
- Marché aux Verjus, disparu lors du percement de la rue Nationale dans les années 1860. Son emplacement était celui du croisement de cette rue avec la rue de l'Hôpital-Militaire et s'étendait au nord. Les rues de la Nef et Tenremonde disparues le reliaient à la Grand-Place.
- Rue des Marthes, ancien nom de la partie de la rue d'Angleterre entre la rue des Trois Mollettes et la rue Royale dû à l'hôpital des Marthes fondé en 1361.
- Rue Mingaugue, rue qui longeait le mur ouest de l'hospice général, disparue lors de l'agrandissement de cet établissement de 1824 à 1846. Cette rue parallèle à la rue des Bateliers reliait le contour du Bastion au quai de la Basse Deûle.
- Rue du Molinel à Wazemmes, actuelle rue Manuel.
- Place Montebello, actuelle place Cormontaigne.
- Rue du Moulin Delvallée, disparue lors de l’agrandissement de Lille des années 1860, emplacement de la rue Jeanne Maillotte
- Chemin des Morts, disparu  à l’emplacement du boulevard périphérique près du quartier du Bois habité
- Rue des Morts, actuelle rue Schepers. Ainsi nommée car elle avait été tracée dans le cimetière de la paroisse Saint-Maurice. Renommée rue des Douze Apôtres en 1872 après la disparition en 1870 de la rue homonyme qui reliait la rue des Ponts-de-Comines au Marché aux poissons. Le tracé de la rue Schepers a été légèrement rectifié par rapport à l'ancienne rue lors  de la reconstruction, au cours des années 1920, des immeubles détruits par les bombardements du siège de 1914.

- Haut – A
- B
- C
- D
- E
- F
- G
- H
- I
- J
- K
- L
- M
- N
- O
- P
- Q
- R
- S
- T
- U
- V
- W
- X
- Y
- Z
- 0-9

### N
- Place Napoléon III, nom de la place de la République sous le Second Empire.
- Rue de la Nef, disparue lors du percement de la rue Nationale dans les années 1860. Reliait la Grand-Place au Marché au Verjus.
- Rue Neuve Saint-Pierre, ancien nom de la rue Saint-André sous l'Ancien Régime entre le croisement avec les rues Négrier et du Pont-Neuf et la rue Princesse. Ainsi nommée car elle était dans le prolongement de la rue Saint-Pierre (actuellement rues de la Monnaie et de la Collégiale, sur le territoire de l'agrandissement de Lille en 1670 à la suite de la conquête de la ville par Louis XIV.
- Rue du Noir Moreau, actuellement partie du parvis Saint-Maurice de la rue Schepers (ancienne rue des Morts) à la rue Pierre-Mauroy.
- Place Notre-Dame, nom de la place de Béthune sous l'Ancien Régime.
- Rue Notre-Dame dans l'ancienne paroisse Saint-Maurice (Lille-Centre), nom de l'actuelle rue de Béthune sous l'Ancien Régime.
- Rue Notre-Dame à Wazemmes, actuelle rue Léon-Gambetta. La rue s'est également dénommée rue de Lille, rue de Béthune  et rue du Faubourg de Béthune.
- Rue Notre-Dame, partie de l’actuelle rue Colbert à Wazemmes de la place Antoine Tacq (face à l'ancien Port-Vauban) à la rue Gambetta (dénomination éphémère, rue renommée rue Colbert avant 1870)
- Rue Notre-Dame de Fives, actuelle rue Condorcet.

- Haut – A
- B
- C
- D
- E
- F
- G
- H
- I
- J
- K
- L
- M
- N
- O
- P
- Q
- R
- S
- T
- U
- V
- W
- X
- Y
- Z
- 0-9

### O
- Rue de l'Orphéon, actuelle rue du Maréchal de Lattre-de-Tassigny qui relie la place de Strasbourg au boulevard de la Liberté.
- Rue des Os Rongés, partie nord-est du parvis Saint-Maurice. Cette rue très étroite avait été tracée sur la partie du cimetière de la paroisse Saint-Maurice qui s'étendait jusqu'au mur de l'église. Son nom était une déformation d'« os rangés ».
- Rue des Oyers, rue disparue lors du percement du boulevard Carnot en 1906. Elle reliait la rue de la Clef à la rue des Arts.

- Haut – A
- B
- C
- D
- E
- F
- G
- H
- I
- J
- K
- L
- M
- N
- O
- P
- Q
- R
- S
- T
- U
- V
- W
- X
- Y
- Z
- 0-9

### P
- Contour du Palais, actuelle rue Rihour. La rue longeait le nord de l'ancienne Mairie de Lille incendiée en 1916 dont le palais Rihour fut la seule partie épargnée.
- Rue du Palais, ancien nom de la rue du Palais Rihour.
- Rue Palikao, actuelle rue Brûle-Maison de la rue des Postes à la place Jeanne-d ’Arc, rue Gosselet de cette place au boulevard Jean-Baptiste Lebas.
- Rue Pasteur à Wazemmes, actuelle rue du Docteur Yersin.
- Contour de la Piquerie, voie disparue vers 1860 qui longeait l'ancien rempart de la rue de la Piquerie à la place de Béthune. L'actuelle rue Gombert est approximativement à son emplacement.
- Petite place, autre nom de la place du Théâtre qui s'étendait de part et d'autre de l'ancien théâtre détruit par un incendie en 1903. Dénomination par opposition à la Grande-Place.
- Rue de Poids, disparue lors de la rénovation du quartier Saint-Sauveur dans les années 1960, reliait la rue Saint-Sauveur à la rue du Croquet (également disparue).
- Allée du Pont Rouge, actuelle rue Alphonse Mercier à Wazemmes.
- Place des Postes (porte des Postes de l'enceinte des années 1860), actuelle place Barthélémy-Dorez.
- Rue des Postes à Wazemmes, actuelle rue Henri Kolb (ne pas confondre avec l'actuelle rue des Postes).
- Rue du Pré Catelan, actuelle Francisco Ferrer à Fives (partie de la rue du Long-Pot à la rue Berlioz). Dénomination liée à là présence d'un établissement de loisirs éphémère ouvert de 1858 à 1863 lui-même nommé en référence à celui  ouvert à la même époque à Paris.
- Rue de la Préfecture, ainsi dénommée en raison de la proximité de l'hôtel de la Préfecture au début du XIXe siècle, actuelle rue Pharaon-de-Winter, rue de Glend, rue de Gland ou rue des écoles sous l’Ancien Régime.
- Rue des Prêtres, actuelle rue Lepelletier.
- Rue du Prisons, ancien nom de la partie de la rue du Palais de Justice perpendiculaire à la rue de la Monnaie.
- Rue du Prez, actuelle Rue du Barbier-Maes.
- Rue des Processions, actuelle rue Francisco Ferrer à Fives

- Haut – A
- B
- C
- D
- E
- F
- G
- H
- I
- J
- K
- L
- M
- N
- O
- P
- Q
- R
- S
- T
- U
- V
- W
- X
- Y
- Z
- 0-9

### Q
- Place des Quatre-Chemins à Wazemmes, actuelle place de la Solidarité.
- Rue des Quinze ou rue des Quinze Pisse Pots dans le Vieux-Lille, actuelle rue Benvignat.

### R
- Rue du Ratintout, ancien nom de la rue de Ratisbonne à Wazemmes.
- Rue des Récollets, nom de la rue des Arts sous l'Ancien Régime en raison de la présence d'un couvent des Récollets.
- Rue des Robleds, disparue lors de la rénovation du quartier Saint-Sauveur dans les années 1960, reliait la rue de Paris à la rue Saint-Sauveur. Absorbée par l’avenue du Président-Kennedy.
- Rue des Rogations, actuelle rue Paul Lafargue à Wazemmes.
- Rue Rompu, ancien nom de la rue du Magasin entre la rue Saint-André et la rue Royale (ou la totalité de la rue).
- Rue de Ronchin, actuelle rue Jean-Jaurès à Moulins
- Rue du Rossignol, disparue lors de l’agrandissement de Lille dans les années 1860. La rue longeait le rempart entre la rue des Coquelets (disparue à l'emplacement de la rue du Molinel) et la rue de Béthune, au nord de l'actuelle place Richebé. La rue était située à l'est de l'ancienne porte Notre-Dame également nommée porte de Bethune.
- Rue du Rouge Debout, disparue lors de l’agrandissement de Lille dans les années 1860, prolongement de la rue du Bois Saint-Sauveur. Emplacement de la place Gentil Muiron
- Square Ruault, disparu pour la plus grande partie. Emplacement de l'Hôtel de ville, de la rue du Réduit et du square du Réduit.

- Haut – A
- B
- C
- D
- E
- F
- G
- H
- I
- J
- K
- L
- M
- N
- O
- P
- Q
- R
- S
- T
- U
- V
- W
- X
- Y
- Z
- 0-9

### S
- Rue des Sahutaux, disparue lors de la rénovation du quartier Saint-Sauveur dans les années 1960. Reliait le square du Réduit ou square Ruault à la rue de Paris.
- Allée Saint-Hubert, impasse disparue qui donnait rue Charles Quint à Wazemmes. Correspond approximativement à l'actuelle rue Jules Lefebvre.
- Place Saint-Martin, actuelle place Louise de Bettignies.
- Quai Saint-Martin, actuel quai du Wault, également quai de la Haute-Deûle.
- Rue Saint-Maurice, actuelle rue de Roubaix.
- Rue Saint-Michel, disparue lors de la rénovation du quartier Saint-Sauveur dans les années 1960. Absorbée par l’avenue du Président-Kennedy. Reliait la rue Malpart à la rue de la Vignette.
- Rue Saint-Nicaise, disparue en 1926 (englobée dans la Rue Gustave-Delory). Reliait la rue de Paris à la rue des Capucins (disparue).
- Rue Saint-Pierre, actuelle rue de la Monnaie de la Place du Lion-d'Or à la place du Concert, actuelle rue de la Collégiale de cette place à la rue d’Angleterre.
- Chemin Saint-Sauveur, chemin disparu qui se dirigeait sur le rempart sur lequel il butait en impasse dans l’axe de la rue Saint-Sauveur et passait place Guy-de-Dampierre. Ce chemin était la route de Valenciennes avant la suppression de la porte Saint-Sauveur en 1565 mais le démantèlement du rempart dans les années 1860 ne rétablit pas la communication. Cette voie qui formait la limite entre les communes de Fives et de Wazemmes (puis de Moulins) disparut en totalité vers 1890 dans les agrandissements de la gare Saint-Sauveur.
- Rue Sainte-Marie, actuelle rue Guillaume Werniers à Fives
- Rue Sainte-Marie-Madeleine, disparue à la fin des années 1860 lors de la reconstruction de la gare de Lille-Flandres et de l’aménagement de la place de la Gare.
- Rue Sans-Pavé, disparue vers 1990 remplacée par l'immeuble du CIC. La rue reliait la place des Buisses à la rue du Vieux Faubourg.
- Rue des Sept Honnaines, rue qui longeait le rempart, disparue lors de l’agrandissement de Lille des années 1860, emplacement de l’actuelle rue Jeanne-Maillotte.
- Rue des Sept-Sauts, détruite pendant le siège de 1914. Actuellement tronçon de la rue Anatole France.
- Rue Simons, ancienne rue du Pôle Nord où habitait le comédien ̆Simons.
- Rue des Sœurs-Grises, ancien nom de la rue des Trois-Mollettes entre la rue des Vieux-Murs et la place Gilleson.
- Rue des Sœurs-Noires, nom de la rue des Fleurs sous l'Ancien Régime. Elle reliait la rue des Arts à la rue des Jardins, passait entre le couvent des Récollets et le couvent des Annonciades. La rue des fleurs est disparue lors du percement du boulevard Carnot.
- Allée des Stations à Wazemmes, actuelle rue Franklin.
- Rue des Suaires, disparue lors du percement du boulevard Carnot en 1906, reliait la rue de la Clef à la place du Théâtre.

- Haut – A
- B
- C
- D
- E
- F
- G
- H
- I
- J
- K
- L
- M
- N
- O
- P
- Q
- R
- S
- T
- U
- V
- W
- X
- Y
- Z
- 0-9

### T
- Rue de Tenremonde, disparue lors du percement de la rue Nationale dans les années 1860. Reliait la Grand-Place au Marché au Verjus. Son nom a été donné à une nouvelle rue.
- Place de Tourcoing, actuelle place du Maréchal Leclerc.
- Place de Trévise  à , actuelle place Déliot.
- Rue de la Trinité, disparue lors de la rénovation du quartier Saint-Sauveur dans les années 1960, reliait la rue de Paris à la rue Saint-Nicaise formant un coude.
- Rue des Trois anguilles, actuelle rue Voltaire.

- Haut – A
- B
- C
- D
- E
- F
- G
- H
- I
- J
- K
- L
- M
- N
- O
- P
- Q
- R
- S
- T
- U
- V
- W
- X
- Y
- Z
- 0-9

### V
- Rue du Vacher à Moulins-Lille, actuelle rue du Petit-Thouars.
- Place de Valenciennes (porte de Valenciennes), actuelle place Guy de Dampierre.
- Boulevard Vallon, ancien nom du boulevard Victor-Hugo.
- Quai Vauban, ainsi nommé parce qu'il longeait l'ancien port Vauban, actuelle avenue de l'architecte Louis Cordonnier.
- Rue Vauban, qui longeait le canal Vauban, actuelle rue Auber.
- Rue au vent, disparue dans les années 1930, Elle était à l’emplacement du boulevard périphérique et de l'actuel quartier du Bois habité.
- Vieux chemin de Valenciennes, dans le prolongement de la rue de Valenciennes, passait au nord de la voie ferrée désaffectée qui reliait la gare Saint-Sauveur à la ligne Lille-Béthune, franchissait la ligne Paris-Lille devant la rue Malesherbes à Fives et se prolongeait par l’actuelle rue de Saint-Amand. Ce chemin qui existait à cet emplacement avant la création des voies ferrées fut renommé rue de Bavay dont il reste un court tronçon à côté du bâtiment du nouveau rectorat. La liaison de la porte de Valenciennes au quartier du Mont-de-Terre (Fives) a été déplacée au sud de la voie ferrée par l'avenue Denis-Cordonnier et le pont de Tournai qui arrive dans l'axe de la rue Mattéoti.
- Rue des Vieux hommes, actuelle rue des Canonniers entre la rue de Roubaix et la rue des Urbanistes. Dénommée en raison de la proximité de la Maison des Vieux Hommes.
- Rue du Vieux Marché aux Moutons, rue détruite lors du siège de 1914 qui reliait la rue de Tournai à la rue du Dragon (également détruite) au niveau de la rue des Augustins. Elle est remplacée par la rue du Molinel. L'épisode du Barbier Maes rasant un client dans un éclat d'obus lors du siège de 1792 se déroule dans cette rue.
- Place du Vieux Marché aux Poulets, détruite au cours du siège de 1914. Remplacée par la rue Anatole-France.

- Haut – A
- B
- C
- D
- E
- F
- G
- H
- I
- J
- K
- L
- M
- N
- O
- P
- Q
- R
- S
- T
- U
- V
- W
- X
- Y
- Z
- 0-9

### W
- Place Wicar, disparue lors de la rénovation du quartier Saint-Sauveur dans les années 1960. Ouverte en 1840 à la jonction de la rue Wicar et de la rue des Robleds au centre du quartier, elle est absorbée par l’avenue du Président-Kennedy.
- Rue Wicar, disparue lors de la rénovation du quartier Saint-Sauveur dans les années 1960. Ouverte en 1838 elle reliait le square du Réduit à la place Wicar.

- Haut – A
- B
- C
- D
- E
- F
- G
- H
- I
- J
- K
- L
- M
- N
- O
- P
- Q
- R
- S
- T
- U
- V
- W
- X
- Y
- Z
- 0-9

## Sources

### Anciens plans
- Plan de Lille, de la citadelle et banlieue de la ville et de ses environs 1784
- Plan de la Ville de Lille  indiquant les principaux édifices, le détail de toutes les propriétés, les rues, les places, marchés, 1822
- Plan de la Ville de Lille 1834
- Carte topographique de Lille 1/1000 1834
- Plan du territoire des communes de Lille, Wazemmes, Moulins et Esquermes par Simonnet 1858
- Plan de la Ville de Lille par Alfred Mongy 1874
- Plan de la Ville de Lille par Pigache 1898
- Plan de la Ville de Lille par les annuaires Ravet Anceau 1930